# غيلبوا (نيويورك)
غيلبوا (بالإنجليزية: Gilboa, New York)‏ هي بلدة أمريكية تقع في الولايات المتحدة في مقاطعة شوهاري، نيويورك. يقدر عدد سكانها بـ 1,215 نسمة ومساحتها 153.7 كم2 وترتفع عن سطح البحر 278 متر.